# Малые Лозки
Малые Лозки (укр. Малі Лозки) — село, Троицкий сельский совет, Пятихатский район, Днепропетровская область, Украина.
Население по данным 1982 года составляло 20 человек.
Село ликвидировано в 1995 году.
Село находилось между сёлами Троицкое и Плоское.